# Gonzalo Jiménez-Blanco Carrillo de Albornoz
Gonzalo Jiménez-Blanco Carrillo de Albornoz (Granada, 8 de mayo de 1962-Madrid, 27 de julio de 2019) fue un abogado español, partner de Ashurst LLP y abogado del Estado. Era hijo del político y abogado granadino Antonio Jiménez Blanco.

## Biografía
Gonzalo Jiménez-Blanco pasó toda su infancia en Granada, ciudad en la que vivía su familia. Allí cursó sus estudios en los colegios de la Asunción y de los Hermanos Maristas (enseñanza primaria), y en el Instituto Padre Manjón (Bachillerato). Con el traslado de su familia a Madrid, en 1979, realizó el Curso de Orientación Universitaria en el Colegio de los Jesuitas Nuestra Señora del Recuerdo.
Realizó sus estudios superiores (Derecho y Ciencias Económicas y Empresariales) en la Universidad Pontificia de Comillas-ICADE, obteniendo Matrícula de Honor en la Licenciatura de Derecho.
Comenzó su vida laboral en el sector privado, en Repsol (entonces ENP) (1986-1988) y en Bestinver (1988-1989). En 1991 ingresaría por oposición en el Cuerpo de Abogados del Estado con el número 3 de su promoción. En la Administración Pública desempeñó diversos cargos como abogado del Estado en el Ministerio de Industria (1991-1993), Comisión Nacional de Mercado de Valores (subdirector Asesoría Jurídica 1993-1996), e Instituto de Crédito Oficial (secretario del Consejo y Jefe Asesoría Jurídica 1996-1999).
En 1999 solicitó la excedencia voluntaria para realizar sus actividades en el sector privado, como jefe de la asesoría jurídica y secretario general de British Telecom en España (1999-2002). En 2002 se incorporó como socio a la firma de abogados Ashurst, Morris and Crisp (actualmente, Ashurst), donde alcanzó la dirección de la oficina de Madrid (2007-2012) y Head of Spain (2013-2016), encabezando la práctica de Derecho Financiero y Bancario.
En el ejercicio de su actividad como jurista, además de asesorar decisivamente, en multitud de operaciones corporativas, destacó por su dedicación al mundo del arbitraje, donde alcanzó una posición de reconocido prestigio en el sector, siendo árbitro y abogado de parte en numerosos litigios, además de haber publicado diversos libros y trabajos especializados en esta materia. Era también académico correspondiente de la Real Academia de Jurisprudencia y Legislación, desde 1999.
Junto con su actividad en el mundo del Derecho, Gonzalo Jiménez-Blanco publicó el libro Conversaciones con Antonio López, una obra que recoge sus diálogos con el famoso pintor realista de Tomelloso, y que fue publicada por el Museo Thyssen (2016). Asimismo, gestionó un blog de viajes (“blog-de-viajes.es”), otro de cine (“vivir-de-cine.es”) y un canal de televisión en YouTube (Gonzalo Jiménez Blanco TV).

## Distinciones honoríficas
- Cruz de Honor de San Raimundo de Peñafort (26 de enero de 2017).[13][14]
- Premio de honor a la trayectoria profesional. Forbes, 2017.
- Colegiado de Honor 2017, colegio de Abogados de Madrid

## Publicaciones
- Comentario a los artículos 9, 24, 33, 39 a 52 y Disposición Final en Comentario a la Constitución. La jurisprudencia del Tribunal Constitucional, coordinado por A. Jiménez-Blanco, Editorial CEURA (Centro de Estudios Universitarios Ramón Areces), Madrid, 1993.
- La Comisión Nacional del Mercado de Valores y las entidades del mercado financiero", en el libro "Derecho del Mercado Financiero, editado por el Banco Central Hispano Americano y la Universidad Complutense de Madrid. Editorial Civitas, Madrid, 1994.
- Las medidas de intervención de entidades y de sustitución de sus administradores: especial aplicación a las entidades del mercado de valores, Revista Derecho de los negocios, La Ley, 1996
- Competencias del Estado en el ámbito de los mercados de valores, en el libro El Estado de las Autonomías. Los sectores productivos y la organización territorial del Estado', editado por el Banco Central Hispano Americano, Editorial Civitas, Madrid, 1996.
- El Derecho sancionador del mercado de valores en la jurisprudencia de los Tribunales contencioso-administrativos (1991-1996), en Revista de Derecho Bancario y Bursátil, Madrid, 1997.
- Aspectos societarios relevantes de las Sociedades Anónimas Deportivas", en el libro Régimen jurídico del Fútbol Profesional, editado por la Fundación del Fútbol Profesional, Editorial Civitas, Madrid, 1997.
- Contratos turísticos, viajes de estudios al extranjero, catering, engineering, merchandising, en el libro Contratos Mercantiles especiales, dirigido por Alfonso Villagómez Rodil (Magistrado del Tribunal Supremo), Colección Cuadernos de Derecho judicial, Consejo General del Poder Judicial, Madrid, 1997.
- El control administrativo en las emisiones de valores: antecedentes y régimen vigente. Examen especial de la verificación administrativa por la CNMV, con Álvaro Hernández Abelló, en Revista de Derecho Bancario y Bursátil, Madrid, 1999.
- El euro y la Constitución española: la cesión de soberanía, en el libro Comentarios a la Ley sobre introducción del euro, coordinado por la Dirección del Servicio Jurídico del Estado, del Ministerio de Justicia, publicado por el Banco Central Hispano Americano, Madrid, 1999.
- Control y supervisión pública del mercado de valores: CNMV, Banco de España y competencias de las Comunidades Autónomas en el libro Instituciones del Mercado Financiero, editado por el Banco Central Hispano Americano y la Universidad Complutense de Madrid, Editorial La Ley, Madrid, 2000.
- El nuevo Anteproyecto de Ley de Servicios de la Sociedad de la Información y del Comercio Electrónico (2001-2002), en Quince años de Encuentros sobre Informática y Derecho (1987-2002), coordinado por profesor M.A. Davara, Universidad Pontificia Comillas, Madrid, 2002.
- Operadores con poder significativo de mercado, en La nueva regulación de las Telecomunicaciones, la Televisión e Internet, dirigido por José Manuel Villar Uribarri, Editorial Aranzadi, 2003.
- El arbitraje en el transporte internacional por carretera, en La Ley 60/2003, de Arbitraje, desde la perspectiva del arbitraje de transportes, Comunidad de Madrid, Consejería de Transportes e Infraestructuras, Madrid, 2004.
- Instituciones de Inversión Colectiva de carácter no financiero, en Régimen Jurídico de los mercados de valores y de las Instituciones de Inversión Colectiva. Editorial La Ley, Madrid, 2007.
- Normas de conducta, supervisión, intervención y sanción de las Instituciones de Inversión Colectiva, en Régimen Jurídico de los mercados de valores y de las Instituciones de Inversión Colectiva, Editorial La Ley, Madrid, 2007.
- Instituciones de Inversión Colectiva Inmobiliaria. Fondos de Titulización Hipotecaria. Los REITs. El leasing inmobiliario, con Cristina Calvo Ortega en Derecho Mercantil Inmobiliario, coordinado por Álvaro Espinós, Editorial Bosch, Barcelona, 2009.
- Derechos de aprovechamiento por turnos de bienes inmuebles de uso turístico. Otra contratación típica en el sector turístico, con Cristina Calvo Ortega en Derecho Mercantil Inmobiliario, coordinado por Álvaro Espinós. Editorial Bosch. Barcelona, 2009.
- Comentarios a los artículos 16, 17, 18, 20, 21 y 22 del Real Decreto de OPAS en La Regulación de las OPAS (Comentario al RD 1066/2007), coordinado por Javier García de Enterría y por Jaime Zurita, Editorial Civitas, Madrid, 2009.
- Imparcialidad de los árbitros: admisibilidad de la actuación como letrado ante una corte arbitral de quien forma parte de su lista de árbitros, en 2009 Anuario Contencioso para Abogados, Editorial La Ley, Madrid 2009.
- El sistema de clasificación de contratistas en la nueva Ley de sectores excluidos, con José María Anarte, Revista Noticias de la Unión Europea, Madrid, 2010.
- El orden público como excepción al reconocimiento y ejecución de laudos extranjeros en Spain Arbitration Review, revista del Club Español de Arbitraje, Madrid, 2010.
- OPAS y régimen sancionador. (I) Sanciones administrativas, en Derecho de OPAS. Estudio sistemático de las Ofertas Públicas de Adquisición en el Derecho español, dirigido por Andrés Recalde Castells y Javier Juste, Editorial Tirant lo Blanch, Madrid, 2010.
- Régimen jurídico del crédito oficial, en Tratado de Derecho de Subvenciones y Ayudas Públicas, coordinado por Mario Garcés y Alberto Palomar Olmeda, Editorial Aranzadi, Madrid, 2011.
- Régimen económico-financiero, concursal y paraconcursal del sector público, con José María Anarte, Revista de Derecho Concursal y Paraconcursal, Editorial La Ley, 2011.
- Despachos de abogados: comunicación y marketing. El valor mercantil de la marca/firma en Retos de la Abogacía ante la Sociedad Global, Editorial Civitas Thomson Reuters, 2012.
- Las vías de hecho de la Administración Tributaria. La admisibilidad del recurso contencioso-administrativo como defensa frente a la vía de hecho, CGPJ, 2012.
- Revisión de la Directiva de abuso de mercado. Mark II, en Observatorio del Mercado de Valores. Fundación de Estudios Financieros. Papeles de la Fundación, nº 46, Madrid, 2012.
- Abuso de mercado: una panorámica de su normativa administrativa y penal vigente, con Jesús Ibarra Iragüen, Revista de Derecho Bancario y Bursátil, Lex Nova, Madrid, abril-junio de 2012.
- El concurso de acreedores en el sector público, con José María Anarte, Revista Española de Derecho Administrativo, Nº 154, abril-junio, Editorial Civitas Thomson Reuters, 2012.
- Concurrencia de acreedores: el concurso de acreedores en el sector público, con José María Anarte, en "La Morosidad del sector público", dirigido por M.A. Recuerda Girela, Ed. Civitas Thomson Reuters, 2012.
- Abuso de mercado: normativa comunitaria y española, con José Ramón del Caño, en Liber Amicorum del Profesor José María Gondra Romero, Editorial Marcial Pons, Madrid, 2012.
- Régimen jurídico de la Deuda Pública en "La Administración en tiempo de crisis", coordinado por Alberto Palomar Olmeda, Editorial Aranzadi, Madrid, 2012.
- Clasificación concursal de créditos derivados de expedientes de expropiación, Revista de Derecho Concursal y Paraconcursal, Editorial La Ley, 2013.
- Los llamados árbitros de parte, con Lucas Osorio, Spain Arbitration Review, revista del Club Español de Arbitraje, Madrid, 2013.
- Recurso especial de revisión en materia de contratación administrativa. Comentario al hilo de las resoluciones del Tribunal Administrativo Central de Recursos Contractuales de 12 de septiembre y 31 de octubre de 2012, con José María Anarte, en Problemas prácticos y actualidad del derecho administrativo dirigido por Miguel Ángel Recuerda Girela, Editorial Civitas Thomson Reuters, 2014.
- Los actos del FROB: Su sujeción a derecho público o privado. Régimen a la carta, con José María Anarte, en Problemas prácticos y actualidad del derecho administrativo. Anuario 2015, coordinado por Miguel Ángel Recuarda Girela, Editorial Civitas Thomson Reuters, 2015.
- Confidencialidad en el arbitraje, Revista de arbitraje comercial y de inversiones, Madrid, 2015.
- Comentario a la STS de 10 de julio de 2015 sobre la OPA de Funespaña, en Problemas Prácticos de Derecho Administrativo. Anuario 2016, coordinado por Miguel Ángel Recuarda Girela, Editorial Civitas Thomson Reuters, 2016.
- El arbitraje como mecanismo de resolución de conflictos con Oscar Franco, Rocío García de Santiago, Raquel Mendieta, María José Menéndez y José Antonio Rodríguez, coordinado por Gonzalo Jiménez-Blanco, Wolters Kluwer y Ashurst, 2016.
- El arbitraje en 55 lecciones prácticas, Editorial Aranzadi, 2016.
- Anuario de arbitraje 2016, coordinado por Gonzalo Jiménez-Blanco, Aranzadi, 2016.
- Conversaciones con Antonio López [Museo Thyssen], 2016